# Adolfowo (Chodzież)
Pour les articles homonymes, voir Adolfowo.
Adolfowo (prononciation : [adɔlˈfɔvɔ]) est un village polonais de la gmina de Margonin dans le powiat de Chodzież de la voïvodie de Grande-Pologne dans le centre-ouest de la Pologne.
Il se situe à environ 5 km à l'ouest de Margonin (siège de la gmina), 9 km à l'est de Chodzież (siège du powiat), et à 64 km au nord de Poznań (capitale de la Grande-Pologne).

## Histoire
De 1975 à 1998, le village faisait partie du territoire de la voïvodie de Piła.

Depuis 1999, Adolfowo est situé dans la voïvodie de Grande-Pologne.